# 西黑芬 (加利福尼亞州)
西黑芬（英語：Seahaven）是位於美國加利福尼亞州馬林縣的一個非建制地區。該地的面積和人口皆未知。

## 地理
西黑芬的座標為38°06′40″N 122°52′14″W / 38.11111°N 122.87056°W，而該地的平均海拔高度為54米（即177英尺）。